# Gryllomorpha longicauda
Gryllomorpha longicauda är en insektsart som först beskrevs av Jules Pièrre Rambur 1838.  Gryllomorpha longicauda ingår i släktet Gryllomorpha och familjen syrsor.

## Underarter
Arten delas in i följande underarter:
- G. l. adspersa
- G. l. longicauda
- G. l. merobricensis